# Lipnice nad Sázavou
Lipnice nad Sázavou falu Csehországban, Vysočina kerületben, a Havlíčkův Brod-i járásban. Lipnice nad Sázavou Světlá nad Sázavou, Krásná Hora, Dolní Město, Kejžlice és Řečice településekkel határos. Lakosainak száma 701 fő (2024. január 1.).

## Fekvése
A Cseh–Morva-dombsághoz tartozó Křemešník-hegységben, a Sázava folyótól 5 km-re délnyugatra terül el. Havlíčkův Brodtól 12 km-re nyugatra, a kerület központjától, Jihlavától 26 km-re északnyugatra fekszik.

## Népesség
A település lakosságának változását az alábbi diagram mutatja:
| Lakosok száma | 1415 | 1282 | 1268 | 989  | 706  | 606  | 662  | 654  | 598  | 701  |
|               | 1869 | 1900 | 1921 | 1961 | 1980 | 2011 | 2016 | 2019 | 2021 | 2024 |

## Híres emberek
- Itt élt élete utolsó éveiben és itt halt meg Jaroslav Hašek író.